# Pirara matakiri
Pirara matakiri är en tvåvingeart som beskrevs av Boothroyd och Peter Scott Cranston 1995. Pirara matakiri ingår i släktet Pirara och familjen fjädermyggor. Inga underarter finns listade i Catalogue of Life.